# Тутана
Тутана (рум. Tutana) — село у повіті Арджеш в Румунії. Входить до складу комуни Бейкулешть.
Село розташоване на відстані 132 км на північний захід від Бухареста, 26 км на північний захід від Пітешть, 103 км на північний схід від Крайови, 101 км на південний захід від Брашова.

## Населення
За даними перепису населення 2002 року у селі проживали 1715 осіб, усі — румуни. Усі жителі села рідною мовою назвали румунську.